# Південно-Східний Ачех (регентство)
Південно-Східний Ачех (індонез. Kabupaten Aceh Tenggara) — регентство в спеціальному регіоні Ачех в Індонезії. Він розташований на острові Суматра. У 1974 році було створено регентство Південно-Східного Ачеха шляхом відділення від регентства Центрального Ачеха, однак у 2002 році північна частина цього регентства сама була відокремлена, щоб утворити нове регентство Гайо Луес. Зараз регентство займає площу 4242,04 квадратних кілометрів і має населення 179 010 за переписом 2010 року та 220 860 за переписом 2020 року офіційна оцінка на середину 2021 року становила 224 119. Місцезнаходження регентського уряду знаходиться в місті Кутакане (що утворює район Бабуссалам).
Основними товарами, що виробляються в регіоні, є пальмова олія, какао, кокосова олія, кава, мускатний горіх, волоський горіх і олія пачулі. Основними річками є річки Алас і річки Бутан. Він містить екосистему Leuser.

## Не аласні люди
Корінні жителі цього регентства — народ Алас. Вони використовують аласську мову і живуть за звичаями (адатами) цього народу. Однак населення південно-східного регентства Ачех стало дуже різноманітним через міграцію з інших регентств Ачеха та за його межі. Хоча це регентство є частиною провінції Ачех, народ Ачех (східне прибережне угруповання) не домінує в цьому місці.
Ось деякі інші народи, крім Аласів, що населяють регентство:
- Народ Гайо, більшість з яких проживає в селі Бамбель.
- Батаки (Каро, Мандайлінг, Тоба, Ніас) в районах Лаве Сігала-гала, Семадам і Бабуссалам.
- Яванці ( яванці та сунданці ) в районі Бадар.
- Люди мінангкабау в районі Бабуссалам (у місті Кутакане).
- Народ Сінкіл в районі Бамбель.
- Народ ачехів, переважно в районі Бабуссалам (у місті Кутакане).

Існують інші менші етнічні групи, які все ще є новими для Регентства і не становлять більшості населення в інших місцях, наприклад палембанзькі малайці.

## Адміністративні кордони
| Напрямок | Сусідка                                        |
| -------- | ---------------------------------------------- |
| Північ   | Регентство Гайо Луес                           |
| Схід     | Регентство Танах Каро Північної Суматри        |
| Захід    | Регентство Південний Ачех                      |
| Південь  | Регентство Південний Ачех і місто Субулуссалам |

## Адміністративні райони
Регентство адміністративно поділено на шістнадцять округів (качетамани), перерахованих нижче з їхніми територіями та населенням за даними перепису 2010 року та перепису 2020 року разом з офіційними оцінками станом на середину 2021 року.
| Назва            | Площа в км 2 | Перепис населення 2010 | Перепис населення 2020 | Оцінка середина 2021 |
| ---------------- | ------------ | ---------------------- | ---------------------- | -------------------- |
| Лоу, на жаль     | 1027,70      | 13 010                 | 16 584                 | 16 880               |
| Бабул Рахма      | 850,28       | 7,439                  | 9,170                  | 9,304                |
| Тано, на жаль    | 38,70        | 3,606                  | 4,789                  | 4,898                |
| Лоу Сінгала-гала | 72,39        | 17,429                 | 20,751                 | 20 982               |
| Бабул Макмур     | 83,49        | 12 580                 | 15,101                 | 15,282               |
| Семадам          | 42,98        | 10,702                 | 13,249                 | 13,447               |
| Лойзер           | 212,93       | 4,876                  | 6,998                  | 7,205                |
| Бамбель          | 23.30        | 15 090                 | 19,219                 | 19 561               |
| Букіт Тусам      | 40.32        | 8,685                  | 11 479                 | 11 655               |
| Лоу Сумур        | 36,88        | 6,696                  | 7,686                  | 7,744                |
| Бабуссалам       | 9.48         | 24 785                 | 29 676                 | 29 996               |
| Лоу Булан        | 37.14        | 13 426                 | 17 039                 | 17,336               |
| Бадар            | 93.18        | 12,119                 | 14 512                 | 14 682               |
| Дарул Хасана     | 1346,72      | 11,488                 | 14 974                 | 15,274               |
| Кетамбе          | 255.07       | 9,273                  | 10 890                 | 10 997               |
| Деленг Похкісен  | 72.08        | 7,045                  | 8,743                  | 8,876                |
| Підсумки         | 4242,04      | 179 010                | 220 860                | 224,119              |

## Регенти
| No. | Ім'я                          | Період         |
| --- | ----------------------------- | -------------- |
| 1.  | Летту. Х. Сьяхадат            | 1975-1981 роки |
| 2.  | Т. Джохан Сяхбудін, SH        | 1981-1986 роки |
| 3.  | доктора Х. Т. Іскандар        | 1986-1991 роки |
| 4.  | доктора Сяхбудін Б.П          | 1991-2001 роки |
| 5.  | Х. Армен Деський              | 2001-2006 роки |
| 6.  | Ir. Х. Хасануддін Берух, MM   | 2006-2017 роки |
| 7.  | доктора H. Raidin Pinim, M.AP | 2017-тепер     |